# Natal-Wollschwanzhase
Der Natal-Wollschwanzhase (Pronolagus crassicaudatus) ist eine Art der afrikanischen Rotkaninchen innerhalb der Hasenartigen. Sein Verbreitungsgebiet ist auf den Süden Afrikas beschränkt.

## Merkmale
Die drei Arten der Rotkaninchen unterscheiden sich nur gering voneinander und auch die Systematik ist noch nicht vollständig geklärt. Kennzeichnend gegenüber anderen Hasen in Afrika sind die rotbraune bis braune Färbung, die auch den Schwanz mit einschließt, sowie die vergleichsweise kurzen Ohren der Tiere. Der Natal-Wollschwanzhase ist dabei die größte Art der Rotkaninchen, unterschieden werden die drei Arten jedoch nur aufgrund von geringen Variationen der Fellfärbung und der Schädelmaße.
Die Körperlänge des Hasen beträgt wie die der verwandten Arten je nach Quelle 35 bis 50 oder 38 bis 56 Zentimeter, der Schwanz ist 5 bis 10 bzw. 3,5 bis 13,5 Zentimeter lang. Die Ohren haben eine Länge von 6 bis 10 Zentimeter und die Hinterfüße von 7,5 bis 10 Zentimeter. Das Körpergewicht liegt bei 2 bis 2,5 bzw. 1,35 bis 3,05 Kilogramm.

## Verbreitung

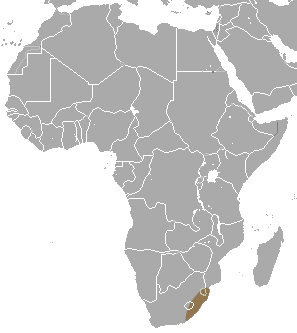
Verbreitungsgebiet des Natal-Wollschwanzhasen

Das Verbreitungsgebiet des Natal-Wollschwanzhasen beschränkt sich auf den Süden Afrikas und erstreckt sich in Südafrika über die Provinzen Ostkap, KwaZulu-Natal und Mpumalanga, den größten Teil von Eswatini und das östliche Lesotho sowie den äußersten Süden Mosambiks in der Provinz Maputo.

## Lebensweise
Die Höhenverbreitung reicht von Meereshöhe bis in Höhen von 1.550 Metern. Dabei bevorzugt die Art felsige Berg- und Gebirgsflächen mit einer Gras- und Strauchvegetation.
Der Natal-Wollschwanzhase ernährt sich vorwiegend von jungen, sprießenden Gräsern. Wie alle Rotkaninchen ist es vorwiegend nachtaktiv und ruht tagsüber in Felshöhlen.

## Systematik
Der Natal-Wollschwanzhase wird als eigenständige Art den Rotkaninchen (Gattung Pronolagus) zugeordnet. Erstmals wissenschaftlich beschrieben wurde er als Lepus crassicaudatus von Isidore Geoffroy Saint-Hilaire im Jahr 1832.

## Gefährdung und Schutz
Der Natal-Wollschwanzhase wird von der International Union for Conservation of Nature and Natural Resources (IUCN) als nicht gefährdet (least concern) eingestuft.
Obwohl die Population in ihrem Verbreitungsgebiet rückläufig ist, handelt es sich um eine weit verbreitete und häufige Art. Nach Schätzungen leben in dem Gebiet etwa 10.000 Tiere, ein Rückgang von etwa 20 % wird für die kommenden 20 Jahre prognostiziert. Als Hauptgründe für den Rückgang wird die Ausbreitung menschlicher Siedlungen und landwirtschaftlicher Flächen sowie der damit entstehende erhöhte Jagddruck auf die Hasen angesehen. Seit 1900 ging etwa 20 bis 50 % des Lebensraums verloren, weitere bis zu 50 % könnten bis 2022 als Lebensraum für die Art verloren gehen.

## Belege
1. 1 2 3 4  A.G. Duthie, T.J. Robinson: The African Rabbits In: Joseph A. Chapman, John E. C. Flux (Hrsg.): Rabbits, Hares and Pikas. Status Survey and Conservation Action Plan. (PDF; 11,3 MB) International Union for Conservation of Nature and Natural Resources (IUCN), Gland 1990; S. S. 124–127. ISBN 2-8317-0019-1.
2. ↑  Pronolagus crassicaudatus (Memento des Originals vom 18. September 2014 im Internet Archive)  Info: Der Archivlink wurde automatisch eingesetzt und noch nicht geprüft. Bitte prüfe Original- und Archivlink gemäß Anleitung und entferne dann diesen Hinweis. auf der Homepage „Gateway to Wildpro“. Abgerufen am 29. Juni 2012.
3. 1 2 3 4 5 6  Pronolagus crassicaudatus in der Roten Liste gefährdeter Arten der IUCN 2011. Eingestellt von: C. Matthee, K. Collins, M. Keith, 2008. Abgerufen am 15. Juni 2012.
4. ↑  Don E. Wilson & DeeAnn M. Reeder (Hrsg.): Pronolagus crassicaudatus in Mammal Species of the World. A Taxonomic and Geographic Reference (3rd ed).